# Bank van Griekenland
De Bank van Griekenland (Grieks: Τράπεζα της Ελλάδος, Trapeza tis Ellados) is de centrale bank van Griekenland.
Deze bank is in 2001 onderdeel geworden van de Europese Centrale Bank en behoort tot het Europees Stelsel van Centrale Banken. De huidige president van de Bank van Griekenland is Yannis Stournaras.